# Захоплення Туніса (1534)
Захоплення Туніса (1534) — захоплення міста Туніс флотом Османської імперії на чолі з новопризначеним капудан-пашою Хайр ад-Діном Барбароссою у хафсидського правителя Мулая Хасана, що відбулось 16 серпня 1534 року.

## Передумови

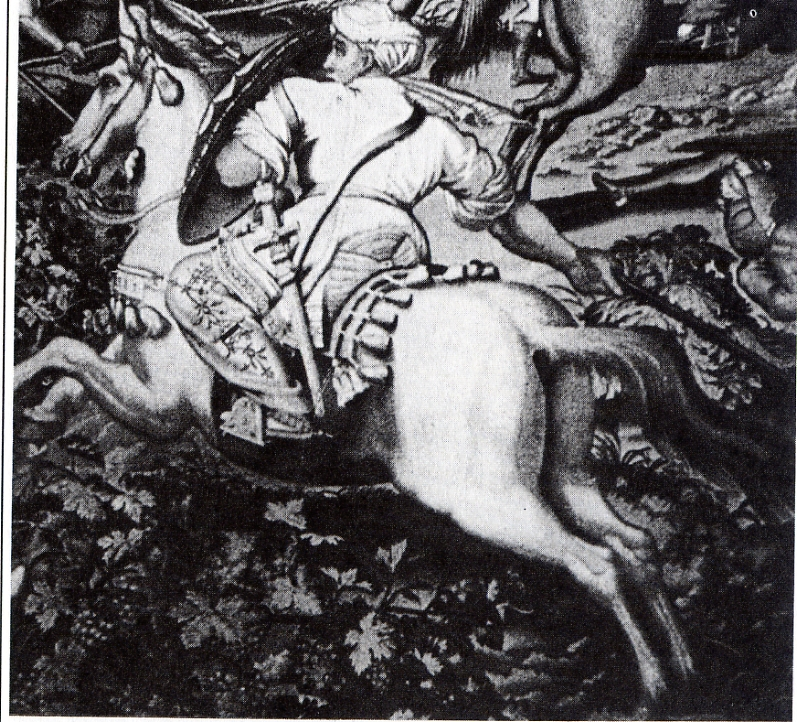
Сцена битви за Туніс 1534 року, що зображує османського сіпая в бою з іспанцями. Іспанський гобелен з Севільський Алькасар, 1554.

У 1533 році Сулейман Пишний викликав Хайр ад-Діна Барбаросу, на той час бейлербея Алжиру в Стамбул і призначив його капудан-пашею (верховним адміралом) флоту Османської імперії. Барбароссі було доручено побудувати великий військово-морський флот в арсеналі Константинополя. Взимку 1533–34 було побудовано 70 галер, на яких працювали раби-веслярі, зокрема 1200 християн.

## Хід кампанії
У липні 1534 року Барбаросса вивів свій новий флот в Середземне море і пограбував італійське узбережжя. Відправивши здобич до Стамбулу, з основною частиною флоту Хайр-ад-Дін рушив до Тунісу.
16 серпня 1534 року флот Барбаросси підійшов до гавані Туніса і негайно розпочав обстріл, проте хафсидський правитель Тунісу Мулай Хасан, що знаходився у васальних відносинах з іспанцями встиг покинути місто. Два дні потому Мулай на чолі тисячного загону ополченців зробив спробу повернутися, але коли флот Барбаросси відкрив вогонь — знову відступив.
Всю зиму Барбаросса змушував своїх людей працювати, зміцнюючи оборону гавані і зводячи нову фортецю, здатну вмістити гарнізон в 500 чоловік. Таким чином, Барбаросса створив потужну військово-морську базу в Тунісі, яка могла бути використана для рейдів у регіоні та на сусідній Мальті.
Але оскільки Туніс був надзвичайно важливим стратегічним містом, що контролювало прохід із заходу до східного басейну Середземного моря і було зовсім неподалік від габсбурзької Сицилії, імператор Священної Римської імперії Карл Габсбург не міг допустити, щоб контроль над цим стратегічним містом потрапив до османів.
Навесні 1535 року, у відповідь на заклик Мулая про допомогу, Карл V зібрав потужний європейський флот, який під особистим керівництвом Карла V захопив Ла-Гулетту і повернув Туніс у формальне володіння Мулай Хасана.